# この一瞬という永遠の中で
この一瞬という永遠の中で(このいっしゅんというえいえんのなかで)はMANISHの11枚目のシングル。

## 内容
前作から1年のインターバルを経てのリリース。テレビ朝日系列「NBA FAST BREAK｣オープニングテーマ。
カップリングはプロデューサーの明石と西本の共作で、アルバム未収録。

## 収録曲
1. この一瞬という永遠の中で
(作詞：牧穂エミ/作曲：西本麻里/編曲：葉山たけし)
  - PVは2種類存在する。真っ白なスタジオで歌う二人のバージョンと、アルバム用のビジュアル撮影に行った際に収録したバージョン。
2. Best Friend
(作詞：高橋美鈴/作曲：西本麻里･明石昌夫/編曲：明石昌夫)
3. この一瞬という永遠の中で…(inst.)

## 参加ミュージシャン
- 高橋美鈴 - ボーカル
- 西本麻里 - キーボード、コーラス
  - 高原裕枝 - コーラス
  - 葉山たけし - ギター